# Inre Mörtsjötjärnen
Inre Mörtsjötjärnen är en sjö i Lycksele kommun i Lappland och ingår i Umeälvens huvudavrinningsområde.